# Розуэлл (авиабаза)
Авиабаза Уокер (англ. Walker Air Force Base), ранее — Авиабаза Розуэлл (англ. Roswell Army Airfield) — наибольшая база Стратегического командования ВВС США в 1967 году. Расположена в 5 км на юг от города Розуэлл в округе Чавес штата Нью-Мексико, США (33°18′06″ с. ш. 104°31′50″ з. д.)
С 1941 до 1947 года известна как авиабаза ВВС США Розуэлл.
Известна благодаря Розуэлльскому инциденту, который произошёл 4 июля 1947 года, когда якобы упала летающая тарелка и разбилась во время грозы поблизости авиабазы возле поселка Корона, штат Нью-Мексико.
Сокращение финансирования в течение войны во Вьетнаме привело к закрытию базы в 1967 году.

## История
Территория авиабазы была приобретена в 1941 году у фермера Дэвида Чессэра для создания военной учебной школы пилотов и бомбометателей. Основной военной группой, которая базировалась на базе, была 3030-я базовая единица (летная школа, специализированная на тяжелых самолетах), на которой обучались пилоты и бомбометатели для B-29. Мишень для бомбометания находилась недалеко от взлетно-посадочной полосы и поэтому сбрасывать с самолёта можно было лишь мешки с песком или мукой. Для настоящего бомбометания и стрельб использовался полигон на юге от аэродрома на острове Матагорда в Техасском заливе.
Рядом с военным аэродромом был построен лагерь для военнопленных. В основном это были немецкие и итальянские солдаты, захваченные во время североафриканской кампании.